# Vojtěchov
Vojtěchov là một làng thuộc huyện Chrudim, vùng Pardubický, Cộng hòa Séc.